# Amorfna tvar
Amorfna tvar (grčki amorphos: koji nema određena, postojana oblika; bezobličan), u fizici i kemiji, naziva se tvar kod koje atomi nemaju uređenu strukturu, već postojeći principalni strukturni red dolazi od približno jednake udaljenosti među susjednim molekulama, na primjer staklo, vosak i smola. Takvim tvarima svojstva su jednaka u svim smjerovima. Amorfne su tvari one koje nemaju kristalnu strukturu. Rendgenskom difrakcijskom analizom u novije je doba otkriveno da su i amorfne tvari zapravo agregati submikroskopski kristaliziranih čestica. Zato podjela tvari na kristalne i amorfne danas više nije znanstveno opravdana. Amorfno stanje je slično tekućem agregatnom stanju i izgleda kao nagla zaleđenost strukturnih jedinica u tekućem stanju. Podizanjem temperature, neuređenost se postupno povećava, približava tekućem stanju i to se predstavlja kao omekšavanje.
Talište, to jest temperatura kod koje tijelo prelazi iz krutog u tekuće agregatno stanje, točno je određeno samo kod kristalnih i kristaličnih tijela (kristalična tijela su kruta tijela koja se sastoje od kristala, a da se to ne vidi po njihovu vanjskom obliku; sastoje se od sitnih kristalića složenih u skupove bez ikakvog reda; takav sastav imaju gotovo sve kovine). Amorfna tijela nemaju određeno talište, jer takvo tijelo postepenim omekšavanjem prelazi u tekuće stanje.
Uvjet za amorfno stanje neke tvari je da se kod hlađenja ili taljenja atomi ne mogu ravnomjerno rasporediti, što znači da viskoznost mora prijeći određenu vrijednost, i da ne smije doći do kristalizacije. Na primjer, brzim hlađenjem se mogu proizvesti amorfne metalne vrpce. Druga metoda je proizvodnja kod koje materijal iz plinovitog oblika kondenzira na supstratu najčešće hlađenom tekućim helijem ili dušikom. Takva čvrsta tvar je na primjer staklo. To je amorfni oblik silicijev dioksid (SiO2). Njegov kristalizirani oblik se naziva kvarc.
Amorfno je stanje tvari ono kojem je svojstveno nepostojanje molekulske uređenosti dugog dosega. Nešto lokalne uređenosti može postojati u amorfnom stanju i ona je oko 1 nm. Kao i kod kapljevina, struktura i svojstva amorfnog stanja su u odsutnosti naprezanja izotropni u dovoljno velikom mjerilu.

## Krutine
Krutine ili čvrste tvari su kemijske tvari (supstancije) stalnog oblika i obujma (volumena). Čine ju čestice međusobno tako povezane da jedna u odnosu prema drugoj ne može mijenjati svoj položaj. Zato tvar u čvrstom agregatnom stanju (za razliku od tekućega i plinovitoga) pruža otpor svakomu pokušaju promjene oblika i volumena. Sve tvari u određenim uvjetima (na određenoj temperaturi i pod određenim tlakom) mogu prijeći u čvrsto stanje. 
Čvrste tvari mogu biti kristalne i amorfne. Kristalne tvari prelaze u tekućine na određenoj temperaturi (talište), a amorfne se povišenjem temperature postupno smekšavaju i tale. Prema rasporedu čestica od kojih su građene, čvrste tvari mogu imati ionsku, atomsku, molekularnu i metalnu strukturu (kemijske veze). Proučavanjem čvrstoga stanja tvari bavi se fizika čvrstog stanja, kojoj pripadaju kristalografija, teorije strukture metala, slitina, ionskih kristala. U kristalnim tijelima atomi su pravilno raspoređeni u prostoru i samo osciliraju oko ravnotežnih položaja. U amorfnim tijelima čestice isto osciliraju oko ravnotežnih položaja, ali je njihov prostorni raspored neuređen.